# مي سحاب
ميّ سَحّاب (1972 -) هي مذيعة وممثلة لبنانية.

## حياتها ونشأتها
ولدت في بيروت سنة 1972، توفي زوجها سنة 2012 خليل حجار بعدما صدمته شاحنة، لدية بنتان. 

## مسيرتها
شاركت في عدد من البرامج في قناة المستقبل وقناة الاوتي في اللبنانية كما انها لعبت ادوار مهمة في بعض المسلسلات اللبنانية وقدمت برنامج صباحي على قناة otv وبرنامج اسبوعي ترفيهي.

## أعمالها[7]
- براندو الشرق 2023 - مسلسل

- ظل 2022 - مسلسل (نجوى)
- شريعة الغاب 2021 - مسلسل
- جمهورية نون 2020 - مسلسل
- يوميات مسرحجي 2019 - مسرحية
- حدوتة حب 2018 - مسلسل (تغريد)
- ومشيت 2018 - مسلسل
- آكل شارب نايم 2017 - فيلم
- إلا إذا 2017 - مسرحية
- بغمضة عين 2017 - فيلم
- بلحظة 2017 - مسلسل
- حبة كراميل 2017 - فيلم
- صمت الحب 2017 - مسلسل (ميريام)
- بالكواليس 2016 - مسرحية (المذيعة)
- سمرا 2016 - مسلسل
- لأني بحبك 2016 - فيلم
- ماكس وعنتر 2016 - فيلم
- يلا عقبالكن شباب 2016 - فيلم
- فيتامين 2014 - فيلم
- ضحايا الماضي 2010 - مسلسل
- متل الكذب 2010 - مسلسل
- بدل عن ضايع 2009 - مسلسل
- عقدة ذنب 2007 - مسلسل (دينا)
- مالح يا بحر 2007 - مسلسل (سامية)
- غريبة 2005 - مسلسل